# Madjalismo

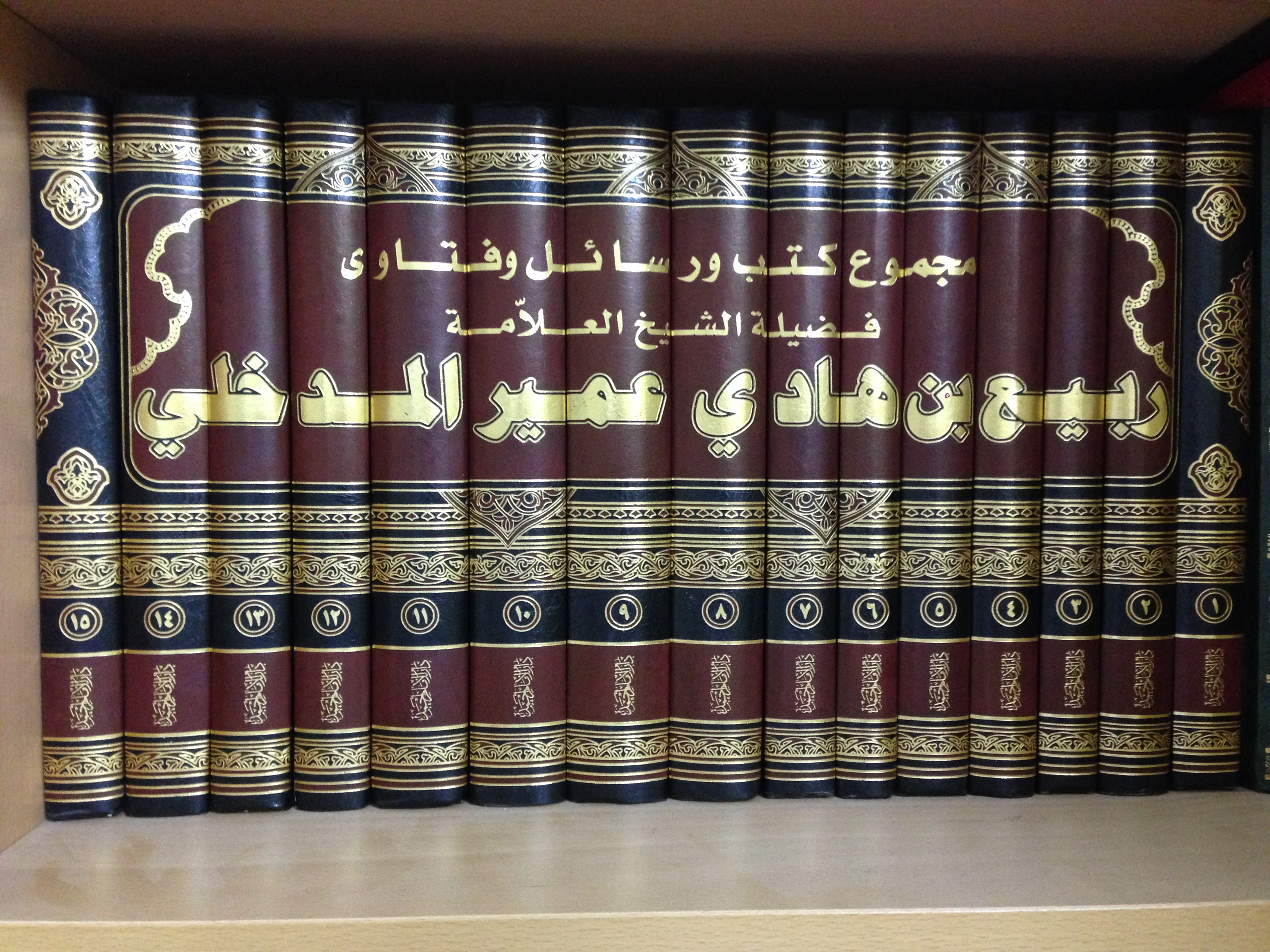
Obras de Rabi' al-Madjali

Se denomina madjalismo (también madkhalismo o madkhaliyya) a una corriente dentro del salafismo quietista que tiene como figura principal a Rabi’ bin Hadi ‘Umayr al-Madjali La característica más importante del  pensamiento es obediencia a las autoridades, negándose a la intervención en política y dando prioridad en sus esfuerzos a lograr una práctica religiosa islámica correcta y sin impurezas. El término madjalista o madjali no es el que usan los seguidores del al-Madjali para referirse a sí mismos, prefiriendo llamarse salafistas.

## Doctrina
La principal característica de la corriente es la lealtad profesada al gobernante (al wali wa al amr), al cual se le debe obedecer aun cuando cometa actos de crueldad contra los gobernados. La autoridad política (imama) no se debe cuestionar por tanto, ya que solo dios conoce lo que hay dentro del corazón. Además el movimiento sigue la doctrina de la irja, esto es, consideran que solo Allah puede saber quien es realmente creyente y quien no, y propugnan retrasar debates que conduzcan a la fitna.
Es especialmente crítico con la rebelión contra el gobernante, al cual se le debe obediencia mientras permita la práctica religiosa. Tras dejar de lado la práctica política centra sus esfuerzos en la doctrina y la moralidad, así como en purificar la práctica religiosa liberándola de innovaciones y prácticas no islámicas. En este sentido, la práctica del islam de los seguidores de al-Madjali es estricta y literal.  

## Evolución
Rabi’ al-Madjali nació en Arabia Saudí en 1931 y fue alumno Muhammad Nasir al-Din al-Albani en la Universidad de Medina, del que tomará parte de su posición ideológica. En esta misma universidad fue profesor, coincidiendo con Muhammad Aman al-Yami (1930-1995). Fue simpatizante de al-Yama'a al-Salafiya al-Muhtasiba aunque tras los enfrentamientos armados de 1979 se distanció de ellos, extremando entonces su fidelidad al gobierno saudí. A mediados de los 80 se distanció de Hermanos Musulmanes, en los que había militado, criticando especialmente contra su participación en las elecciones.
La invasión iraquí en Kuwait durante agosto de 1990 llevó a las autoridades saudíes a pedir la presencia de militares estadounidenses para proteger el reino. Esta situación provocó malestar y protestas entre algunos sectores islamistas saudíes, especialmente del un movimiento salafista saudí conocido como la sahwa o despertar. Éste cuestionó abiertamente a la monarquía pidiendo la marcha de los militares americanos y reformas. Tanto Rabi’ al-Madjali como Muhamad al-Yami fueron figuras importantes en que se apoyó la monarquía saudí para contrarrestar la sahwa desde el salafismo. En los años noventa el movimiento fue conocido conocido como “yami”.
El gobierno saudí proporcionó apoyo y ayuda material para tratar de debilitar las bases de la Sahwa a los "yamis". Para la confrontación ideológica usaron métodos similares para la difusión de contenido, como la distribución de casetes de audio en diferentes lugares y predicaciones públicas, para lo que le fueron ofrecidas tribunas oficiales.

## Dimensión internacional
Hoy en día ha perdido influencia en Arabia Saudí. Sin embargo mantiene presencia en comunidades musulmanas de Europa y en países como Libia, Egipto, Jordania, Yemen o Kuwait.
Durante las revueltas árabes de 2011 en general los seguidores de Rabi’ al-Madjali se mostraron contrarios a las protestas. Así fue también en Siria y Libia donde estas alcanzaron el carácter de insurrección.
En la situación actual de Libia, milicias vinculadas al madjalismo juegan hoy día un papel importante entre las facciones que se disputan el poder. Principalmente apoyan al gobierno de Tobruk cuya principal entidad armada es el Ejército Nacional Libio dirigido por el general Jalifa Haftar, al que ha llegado a apoyar con varias fetuas. Además, varias milicias de Trípoli y Misrata están relacionadas con el salafismo de seguidores de Madjali. El hermano de Rabi’ al-Madjali, Muhammad al Madjali, llegó a publicar una fatwa en la que incitaba a la destrucción de lugares de culto sufíes, vinculando esta acción con la destrucción de la herejía por los primeros musulmanes.